# Teucrium pyrenaicum
Teucrium pyrenaicum is een kruidachtige plant die endemisch is in de Pyreneeën en het Cantabrisch Gebergte in Noord-Spanje.
Het is een rotsplantje met opvallende, paars-witte bloemen.

## Naamgeving en etymologie
- Synoniem: Teucrium saxatile Lam.

De botanische naam Teucrium is ontleend aan Teukros, een Trojaanse prins die het kruid in een medicijn gebruikte. De soortaanduiding pyrenaicum is afkomstig van het Latijnse pyrenaicus (van de Pyreneeën).

## Kenmerken
Het is een zodenvormende, overblijvende plant met een tot 20 cm lange, liggende, slanke bloemstengel, onderaan verhout, naar boven toe zacht behaard. De bladeren zijn tegenoverstaand, eirond, kort gesteeld, geribbeld, duidelijk generfd, aan beide zijden behaard, de randen gezaagd.
De bloeiwijze is een eindstandig, halfrond hoofdje. De bloemen zijn buisvormig, tweekleurig paars en wit gekleurd, en worden ondersteund door schutbladen, de onderste groot en eirond, naar boven toe kleiner en spatelvormig. De kelk is sterk behaard, groen, en bestaat uit vijf gefuseerde kelkbladen die uitlopen op 5 puntige tanden. De bloemkroon bestaat eveneens uit vijf tot een buis gefuseerde kroonbladen, uitlopend op een grote, witte bloemlip, twee grote rechtopstaande, paarse, spatelvormige lobben die de meeldraden en de stamper beschermen, en twee smalle, witte zijlobben.
De plant bloeit van juni tot september.

## Habitat en verspreiding
T. pyrenaicum komt vooral voor op droge, stenige, kalkrijke en voedselarme bodems, zoals in kalkgraslanden, op kalksteenrotsen en rotsige hellingen, van zeeniveau tot op 2000 m. 
De plant is endemisch in de Pyreneeën en het Cantabrisch Gebergte in Noord-Spanje.
... · T. ajugaceum · T. argutum · T. balfourii · T. balthazaris · T. betonicum · T. botrys (Trosgamander) · T. canadense · T. capitatum · T. chamaedrys (Echte gamander) · T. chardonianum · T. corymbosum · T. cossonii · T. cubense · T. demnatense · T. divaricatum · T. flavum · T. fruticans · T. glandulosum · T. grandiusculum · T. heterophyllum · T. japonicum · T. laciniatum · T. marum (Amberkruid) · T. polium · T. pyrenaicum · T. racemosum · T. scordium (Moerasgamander) · T. scorodonia (Valse salie) · T. socotranum · T. townsendii · T. werneri · ...